# 哈姆多夫
哈姆多尔夫是德国石勒苏益格－荷尔斯泰因州的一个市镇。总面积30.59平方公里，总人口1257人，其中男性641人，女性616人（2011年12月31日），人口密度41人/平方公里。